# Cesta do neznáma
Cesta do neznáma (v anglickém originále Sliders) je sci-fi seriál ze Spojených států, který byl natáčen v letech 1995 až 2000.
Jeho ústředním motivem je cestování do paralelních vesmírů. Cestovatelé však netuší, jak se vrátit zpět do vlastního vesmíru, a tak musí pokračovat dále ve své cestě v naději, že jednou svůj vesmír naleznou.